# Instructor auto

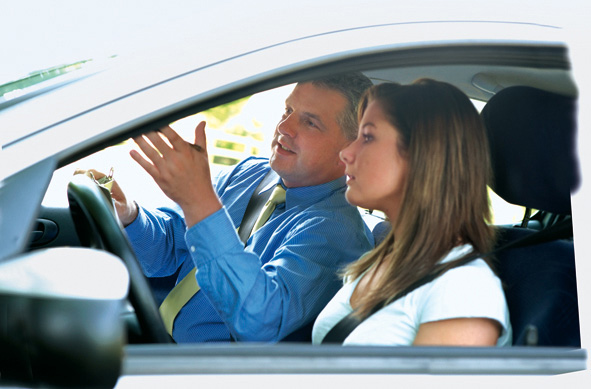
Instructor auto și elev

Un instructor auto este o persoană angajată de un șofer nou care învață cum să își îmbunătățească abilitățile – adesea pentru un test practic viitor. Diferitele țări au norme diferite privind permisele și alte reglementări. Instructorii auto au mai multe sarcini, cum ar fi predarea teoriei și a tehnicilor necesare pentru a conduce cu atenție diferite tipuri de vehicule, cum ar fi autoturisme, motociclete, camioane și autobuze.

## Îndatoriri și responsabilități
Obligațiile și responsabilitățile unui instructor auto sunt de a gestiona orarul orelor de teorie, de a-i învăța pe elevii conducători auto regulile de circulație corecte și de a-i informa pe elevii conducători auto cu privire la procedurile de siguranță în conducere. În plus, instructorii auto furnizează elevilor informații despre situațiile de urgență.
După cursurile de cunoștințe teoretice, instructorii auto își ajută elevii să învețe practic cum să conducă o mașină în mod individual. La început, instructorul auto îl învață pe elev cum să folosească volanul, cum să dea cu spatele și cum să parcheze. În plus, instructorul auto îl sfătuiește pe elev cu privire la nivelul său de îmbunătățire în conducerea practică și apoi elevul este informat cu privire la data testului practic pe șosea.

## Caracteristicile unui instructor auto
Un instructor auto trebuie să posede mai multe caracteristici pentru a-l ajuta pe noul cursant să înțeleagă teoria conducerii și, de asemenea, pentru ca cursantul să opereze practic vehiculul. Unele dintre caracteristicile necesare unui instructor auto includ încrederea, răbdarea și bunele abilități de comunicare. În plus, un instructor auto trebuie să fie capabil să dobândească bune abilități de predare.

## Program de lucru
Programul de lucru al unui instructor auto trebuie să fie suficient de flexibil pentru a răspunde nevoilor elevului. În general, instructorii auto ar putea avea nevoie să lucreze în timpul serii și uneori chiar în timpul weekendului. În plus, instructorii pot avea nevoie să lucreze mai multe ore în timpul lunilor de vară, în funcție de disponibilitatea elevului șofer.

## Salariile
Salariile unui instructor auto variază de la țară la țară. De exemplu, în Regatul Unit, un instructor auto începător câștigă aproximativ 15.000 de lire sterline pe an, în timp ce un instructor auto cu experiență câștigă aproximativ 30.000 de lire sterline pe an.
În Statele Unite, un instructor auto cu experiență medie câștigă aproximativ 36.000 de dolari pe an, în timp ce un instructor auto cu experiență câștigă aproximativ 53.000 de dolari pe an.

## Cerințe pentru a fi instructor auto
Eligibilitatea pentru a fi instructor auto variază de la țară la țară. Cerințele generale constau în deținerea unui permis de conducere complet și curat pentru o anumită perioadă minimă de timp pentru clasele relevante de vehicule, promovarea unui test de aptitudini sau a unei verificări a antecedentelor de către poliție, o vedere care îndeplinește cerințele minime pentru conducere, promovarea unui curs de formare a instructorilor auto și plata oricăror taxe guvernamentale sau locale aplicabile. O educație formală, cum ar fi o diplomă de colegiu sau universitară, nu este de obicei necesară. Locurile de muncă disponibile pentru instructor auto diferă în funcție de creșterea populației.

## Cursuri pentru a fi instructor auto certificat
Există câteva subiecte de curs care trebuie acoperite pentru a fi un instructor auto certificat. Unele subiecte sunt: reglementările de conducere, cunoașterea componentelor diferitelor tipuri de vehicule și abilitățile de predare a teoriei în clasă.
De exemplu, pentru a deveni instructor de conducere autorizat⁠(d) în Regatul Unit, trebuie mai întâi să treceți 3 examene diferite. Teorie, conducere și predare.
În țări precum Singapore, predarea de către toți instructorii auto privați a fost reglementată de guvernul din Singapore⁠(d), astfel încât numai școlile precum Comfort Delgro Driving Center, Singapore Safety Driving Center și Bukit Batok Driving Center încă mai recrutează și instruiesc activ instructori auto. Instructorii auto privați sunt eliminați treptat în Singapore.